# Store Søvang
Store Søvang er en statelig patriciervilla i det nordlige Køge opført i 1874 af grosserer Israel B. Melchior og hustruen Johanne ved Køge Papirfabrik , som Israel B. Melchior havde overtaget tidligere samme år. Fabrikken brændte dog året efter i 1875 og blev aldrig genopført og indtil 2008 lå gummifabrikken Codan Gummi på fabriksområdet. Familien Melchior boede i villaen, som i dag huser Simple Solution. 
Villaen er tegnet af arkitekt Valdemar Ingemann.